# Балтийск
Балтийск (на руски: Балтийск; на немски: Pillau; на полски: Piława; до 1946 г. – Пилау) е град в Русия, административен център на Балтийски район, Калининградска област. Населението на града през 2011 година е 33 317 души.